# Zdzisław Gryń
Zdzisław Gryń (ur. 20 maja 1959, zm. 14 grudnia 2015) – polski strzelec sportowy i trener strzelectwa, m.in. trener Andrzeja Głydy.

## Życiorys
W młodości uprawiał strzelectwo sportowe, w konkurencji skeet, m.in. w 1988 i 1990 został wicemistrzem Polski w tej konkurencji. Jako zawodnik i jako trener reprezentował barwy Śląska Wrocław. Doprowadził Andrzeja Głydę do tytułu mistrza świata w 2003. Sukces ten dał mu tytuł najlepszego trenera roku 2003 na Dolnym Śląsku w plebiscycie Słowa Polskiego i Gazety Wrocławskiej oraz tytuł najlepszego trenera Wojska Polskiego w plebiscycie Polski Zbrojnej. Innymi jego zawodnikami byli Krzysztof Chodorowski i Dominik Tomaszewski.